# Sidney Toler
Sidney Toler, nato Sidney Hooper Toler (Warrensburg, 28 aprile 1874 – Beverly Hills, 12 febbraio 1947), è stato un attore, baritono e drammaturgo statunitense.

## Biografia

### Gli esordi e il teatro
Nato a Warrensburg (Missouri), Toler mostrò precoce interesse per la recitazione e già all'età di sette anni recitò una parte in una rappresentazione teatrale amatoriale di Tom Sawyer. Dopo aver conseguito il diploma al college, divenne attore professionista e lavorò a Kansas City, quindi seguì una compagnia itinerante che lavorò in tournée nell'ultimo periodo dell'ottocento.
Approdato a New York, Toler si costruì una solida reputazione di attore teatrale e commediografo, e per tre decadi lavorò sui palcoscenici americani, recitando con molti attori che sarebbero successivamente divenuti star del cinema, come Edward G. Robinson, John Barrymore, Katharine Hepburn e Humphrey Bogart. Nel 1921 diresse Golden Days, una commedia con Helen Hayes di cui fu anche coautore e, durante il decennio, collaborò alla stesura e alla regia di altri lavori teatrali come The Exile (1923), Bye Bye, Barbara (1924) e Ritzy (1930), quest'ultima scritta insieme con Viva Sattersall.

### Il cinema
Nel 1929 Toler decise di tentare la carriera cinematografica, in coincidenza con l'inizio dell'epoca del sonoro, e in breve divenne uno dei più richiesti caratteristi del cinema americano. Dopo il primo ruolo di un inglese nel dramma Madame X (1929), Toler per un decennio lavorò in importanti produzioni come Venere bionda (1932), accanto a Marlene Dietrich, nel ruolo del detective Wilson, Argento vivo (1934), al fianco di Katharine Hepburn, nella parte di Mr. Joe Sawyer, Il richiamo della foresta (1935), in cui impersonò Joe Groggins accanto a Clark Gable. Recitò anche con Stan Laurel e Oliver Hardy nella commedia Allegri gemelli (1936), nel ruolo del capitano della SS Periwinkle, la nave su cui prestano servizio i due fratelli gemelli dei protagonisti.

### Charlie Chan
Dopo la morte dell'attore Warner Oland, nel 1938 la Twentieth Century Fox si mise alla ricerca del nuovo interprete ideale per il personaggio dell'astuto detective orientale Charlie Chan, nato dalla penna dell'autore poliziesco Earl Derr Biggers. Dopo aver preso in considerazione decine di attori, nell'ottobre dello stesso anno la Fox annunciò di aver scelto Sidney Toler come successore di Oland, e pochi giorni più tardi iniziarono le riprese di Charlie Chan in Honolulu, che era già stato scritto per Oland e per Keye Luke (il figlio "numero Uno"). L'interpretazione di Toler fu accolta con molto favore sia dal pubblico che dalla critica. La Fox fece rimpiazzare Keye Luke da Victor Sen Yung nei panni del figlio "Numero Due", e il rapporto padre-figlio fu messo in particolare risalto, così come il personaggio di Chan iniziò ad adeguarsi al cambiamento degli scenari politici e culturali dell'epoca.
Nei successivi quattro anni Toler interpretò con grande successo il detective Chan in undici pellicole, tra cui Charlie Chan a Reno (1939), Charlie Chan a Panama (1940), Charlie Chan a Rio (1941). Al termine delle riprese di Charlie Chan e il castello nel deserto (1942), la Fox decise di concludere la serie, così come pose termine ad altre produzioni seriali a basso budget dello studio, come quelle sul detective Michael Shayne e sul personaggio western di Cisco Kid.
Toler riuscì a rilevare i diritti cinematografici da Eleanor Cole, vedova dello scrittore Earl Derr Biggers, e trovò un nuovo finanziamento dalla Monogram Pictures, una casa di produzione minore specializzata in pellicole a basso costo, che beneficiò dell'intervento dell'avvocato Phil Krasne come coinvestitore nell'iniziativa. Il primo film della Monogram fu Charlie Chan in the Secret Service (1944): risultò evidente la minor disponibilità di mezzi tecnici rispetto alla Twentieth Century Fox, tuttavia la qualità delle pellicole andò migliorando e film come The Chinese Cat (1944), The Shanghai Cobra (1945) e Dark Alibi (1946) risultarono tra i favoriti dai fans della serie, così come le sceneggiature furono arricchite da numerosi colpi di scena e dalla presenza di molti indiziati. Ci furono ulteriori avvicendamenti nel cast, con l'ingresso di Benson Fong nei panni del figlio "numero Tre", in sostituzione di Sen Yung, e con l'introduzione di Mantan Moreland nel ruolo di Birmingham Brown, l'autista di colore che fornì un innovativo elemento comico alle vicende poliziesche.

### La malattia e la morte
Nel corso del 1946 a Toler venne diagnosticato un cancro all'intestino. L'attore settantaduenne continuò a recitare nel ruolo di Chan ma il peggioramento delle sue condizioni fu evidente durante la lavorazione di Shadows Over Chinatown (1946) e di Dangerous Money (1946). Fu richiamato nel cast Victor Sen Yung come figlio "Numero Due", e la maggior parte delle sequenze d'azione di Charlie Chan in trappola (1946), undicesimo film con la Monogram, passarono a Yung e a Mantan Moreland, nel tentativo di evitare di sottoporre Toler a eccessivi strapazzi in quella che sarebbe stata la sua ultima pellicola.
Sidney Toler morì pochi mesi più tardi, il 12 febbraio 1947. Lasciò la seconda moglie Viva Tattersall, che aveva sposato nel 1943 dopo la morte della prima moglie Vivian Marston.
La Monogram proseguì la produzione della serie con Charlie Chan, affidando il ruolo a Roland Winters, che fu il terzo attore non orientale a interpretare il detective, dopo Oland e Toler.

## Filmografia
- The Gay Nineties, regia di Murray Roth - cortometraggio (1929)
- Madame X, regia di Lionel Barrymore (1929)
- In the Nick of Time, regia di Murray Roth - cortometraggio (1929)
- The Devil's Parade, regia di George Hale - cortometraggio (1930)
- Anime incatenate (White Shoulders), regia di Melville W. Brown (1931)
- Strictly Dishonorable, regia di John M. Stahl (1931)
- L'usurpatore (Strangers in Love), regia di Lothar Mendes (1932)
- Notte di fuoco (Radio Patrol), regia di Edward L. Cahn (1932)
- Is My Face Red?, regia di William A. Seiter (1932)
- Il figlio del disertore (Tom Brown of Culver), regia di William Wyler (1932)
- Il professore (Speak Easily), regia di Edward Sedgwick (1932)
- Union Wages, regia di James W. Horne - cortometraggio (1932)
- Blondie of the Follies, regia di Edmund Goulding (1932)
- Venere bionda (Blonde Venus), regia di Josef von Sternberg (1932)
- The Phantom President, regia di Norman Taurog (1932)
- Over the Counter, regia di Jack Cummings - cortometraggio (1932)
- Lo scandalo dei miliardi (Billion Dollar Scandal), regia di Harry Joe Brown (1933)
- He Learned About Women, regia di Lloyd Corrigan (1933)
- Il re della jungla (King of the Jungle), regia di H. Bruce Humberstone e Max Marcin (1933)
- The Narrow Corner, regia di Alfred E. Green (1933)
- La maniera di amare (The Way to Love), regia di Norman Taurog (1933)
- Il mondo cambia (The World Changes), regia di Mervyn LeRoy (1933)
- Un popolo in ginocchio (Massacre), regia di Alan Crosland (1934)
- Dark Hazard, regia di Alfred E. Green (1934)
- Argento vivo (Spitfire), regia di John Cromwell (1934)
- Registered Nurse, regia di Robert Florey (1934)
- Squillo di tromba (The Trumpet Blows), regia di Stephen Roberts (1934)
- Il mercante di illusioni (Upperworld), regia di Roy Del Ruth (1934)
- L'agente n. 13 (Operator 13), regia di Richard Boleslawski (1934)
- Here Comes the Groom, regia di Edward Sedgwick (1934)
- Romance in Manhattan, regia di Stephen Roberts (1935)
- Champagne for Breakfast, regia di Melville W. Brown (1935)
- The Daring Young Man, regia di William A. Seiter (1935)
- Il richiamo della foresta (The Call of the Wild), regia di William A. Wellman (1935)
- Orchids to You, regia di William A. Seiter (1935)
- Voglio fare il signore (This Is the Life), regia di Marshall Neilan (1935)
- I tre padrini (Three Godfathers), regia di Richard Boleslawski (1936)
- Give Us This Night, regia di Alexander Hall (1936)
- Troppo amata (The Gorgeous Hussy), regia di Clarence Brown (1936)
- The Longest Night, regia di Errol Taggart (1936)
- Allegri gemelli (Our Relations), regia di Harry Lachman (1936)
- Vivo per il mio amore (That Certain Woman), regia di Edmund Goulding (1937)
- Sposiamoci in quattro (Double Wedding), regia di Richard Thorpe (1937)
- Occidente in fiamme (Gold Is Where You Find It), regia di Michael Curtiz (1938)
- Wide Open Faces, regia di Kurt Neumann (1938)
- One Wild Night, regia di Eugene Forde (1938)
- The Mysterious Rider, regia di Lesley Selander (1938)
- Un vagabondo alla corte di Francia (If I Were King), regia di Frank Lloyd (1938)
- Up the River, regia di Alfred L. Werker (1938)
- Charlie Chan a Honolulu (Charlie Chan in Honolulu), regia di H. Bruce Humberstone (1938)
- Disbarred, regia di Robert Florey (1939)
- King of Chinatown, regia di Nick Grinde (1939)
- The Kid from Kokomo, regia di Lewis Seiler (1939)
- Charlie Chan a Reno (Charlie Chan in Reno), regia di Norman Foster (1939)
- Heritage of the Desert, regia di Lesley Selander (1939)
- Charlie Chan nell'isola del tesoro (Charlie Chan at Treasure Island), regia di Norman Foster (1939)
- Law of the Pampas, regia di Nate Watt (1939)
- Charlie Chan e la città al buio (City in Darkness), regia di Herbert I. Leeds (1939)
- Charlie Chan a Panama (Charlie Chan in Panama), regia di Norman Foster (1940)
- Charlie Chan e la crociera del terrore (Charlie Chan's Murder Cruise), regia di Eugene Forde (1940)
- Charlie Chan al museo delle cere (Charlie Chan at the Wax Museum), regia di Lynn Shores (1940)
- Charlie Chan delitto a New York (Murder Over New York), regia di Harry Lachman (1940)
- Charlie Chan e i morti che parlano (Dead Men Tell), regia di Harry Lachman (1941)
- Charlie Chan a Rio (Charlie Chan in Rio), regia di Harry Lachman (1941)
- Charlie Chan e il castello nel deserto (Castle in the Desert), regia di Harry Lachman (1942)
- La morte viene dall'ombra (A Night to Remember), regia di Richard Wallace (1942)
- The Adventures of Smilin' Jack, regia di Lewis D. Collins e Ray Taylor (1943)
- Selvaggia bianca (White Savage), regia di Arthur Lubin (1943)
- L'isola dei peccati dimenticati (Isle of Forgotten Sins), regia di Edgar G. Ulmer (1943)
- Charlie Chan in the Secret Service, regia di Phil Rosen (1944)
- Charlie Chan in the Chinese Cat, regia di Phil Rosen (1944)
- Black Magic, regia di Phil Rosen (1944)
- The Jade Mask, regia di Phil Rosen (1945)
- Tutti pazzi (It's in the Bag!), regia di Richard Wallace (1945)
- The Scarlet Clue, regia di Phil Rosen (1945)
- The Shanghai Cobra, regia di Phil Karlson (1945)
- Charlie Chan e il drago rosso (The Red Dragon), regia di Phil Rosen (1945)
- Charlie Chan e l'alibi oscuro (Dark Alibi), regia di Phil Karlson (1946)
- Charlie Chan a Chinatown (Shadows Over Chinatown), regia di Terry O. Morse (1946)
- Charlie Chan e il denaro che scotta (Dangerous Money), regia di Terry O. Morse (1946)
- Charlie Chan in trappola (The Trap), regia di Howard Bretherton (1946)